# 阪急37形電車

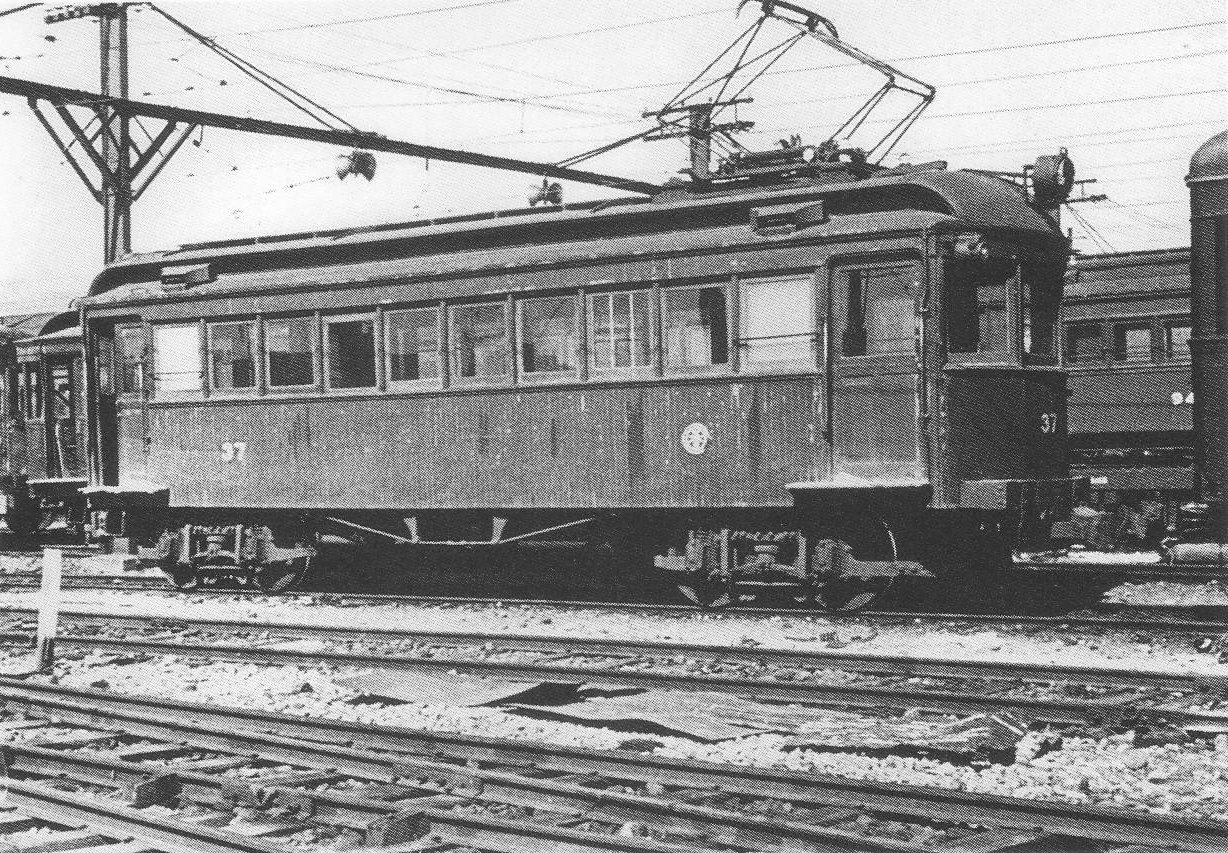
37（1946年3月）

阪急37形電車（はんきゅう37がたでんしゃ）は、阪急電鉄の前身である阪神急行電鉄時代の1921年に3両が製造された、支線向けの小型木造車体の電車である。

## 概要
1920年7月16日に神戸線と同時開業した伊丹線では、成田電気軌道から譲り受けた4輪単車の47形を暫定的に使用したが、入線から1年を経ずに置き換えることとなった。1921年3月に伊丹線用の新造車として投入されたのが37形で、37 - 39の3両が梅鉢鉄工所において製造された。
51形を小型化したスタイルの支線用車両で、北大阪電気鉄道の1形（後の新京阪P-1形）はほぼ同一の設計である。他社においても水間鉄道モハ3形、目黒蒲田電鉄目蒲モハ1形、蒲原鉄道デハ1形などが同様のスタイルで登場している。

## 車体
車体は木造で、全長は約11.3mと、51形に比べると3mほど短いが、先に入線した34形に比べると約0.5m長くなっている。
定員は65名で、34形の62名からほんの少し増加している。側面窓配置はD(1)8(1)D（D：客用扉、(1)：戸袋窓）で、前面は緩やかな曲面を描いた平妻の前面に3枚窓を配している。屋根は明り取り窓のついた二重屋根で、戸袋窓の上にガーランド形ベンチレーターを取り付けている。
座席はロングシートで、運転台との仕切りは51形と同じHポールに似た形状のものを採用している。また、前面には併用軌道区間での運用を考慮してフェンダーを取り付けている。

## 主要機器
主電動機はゼネラル・エレクトリック社製GE-203Pを2基搭載した。制御器は直接制御のGE-K-39-Eを搭載する。直接制御の小型車ながら弱め界磁制御が使用可能であり、高速運転が可能であった。
台車はJ.G.Brill社製Brill 76-Eを履き、集電装置は当時標準のトロリーポールで、ダブルポールであった。

## 運用
本形式は当初の目的どおり伊丹線に投入されて47形を置き換え、1924年に開業した甲陽線でも使用された。時には今津線でも運用されたことがある。1926年には集電装置をパンタグラフに換装、同時にフェンダーを撤去した。
1927年には90形の就役に伴い、今津線から40形が伊丹・甲陽両線に転入すると、本形式が押し出される形で箕面線に転出、さらに1930年には、今津線用に1形1 - 6が転入してくると、今度は余剰となった40形が箕面線に転入し、それと入れ替わる形で本形式が甲陽線に転出した。この他、1928年には当時在籍の各形式同様、暖房装置を取り付けている。
この時期の変わった運用としては、大阪市内の併用軌道区間を活用した北野線向けに大阪市電から購入した151形の運用開始前に34形とともに同線の運用に充当されたほか、1927年には能勢電気軌道から34形とともに本形式の借用依頼を受けて、同社の多客期に貸し出していた。その際にはパンタグラフをトロリーポールに換装し、フェンダーを再装着している。
甲陽線に転出した後は、1939年に灯火管制工事を実施されたが、太平洋戦争中にはそれ以外の改造や戦災を受けることなく終戦を迎えた。戦後も甲陽線で運用されていたが、1946年に37を箕面線用の連合軍専用車として整備・使用することとなり、再塗装のうえウインドシルの下に白帯を巻いて前面には｢特別 SPECIAL」と記した運行標識板を取り付けた姿に整備されて、同年11月13日付で甲陽線から箕面線に移動して、連合軍専用車として使用されることとなった。
残る38・39の2両はその後も甲陽線で使用されていたが、1948年になると甲陽線運用に1形が進出すると小型で直接制御の本形式は余剰となったことから能勢電気軌道に貸し出されることとなり、同年6月に38・39の2両が同社に貸し出された。その後本形式は全車能勢電気軌道が購入することとなり、10月1日付で37 - 39の譲渡契約を締結した。契約では38・39の2両を先に譲渡し、37については連合軍専用車の指定解除後2週間以内に譲渡することになっており、それに従って38・39の2両が1948年中に同社に譲渡され、残る37も1949年初頭に連合軍専用車の指定を解除されると譲渡された。

### 能勢電気軌道70形
1940年代の能勢電気軌道の主力車両は、自社オリジナルの31形6両と阪急から借り入れの40形3両を中心に、九州鉄道三井線から転入してきた37形2両であった。戦後の混乱期には物資不足で車両の修理もままならないうえに、それ以前から37形は故障がちであったことから、慢性的な車両不足状態が続いており、時には無蓋電動貨車まで動員して乗客輸送にあたっていた。
こうしたことから、同社では阪急で運用機会の狭まっている本形式を譲り受けることとなり、前述のとおり1948年6月から38・39を借り入れて使用を開始し、10月1日付で譲渡契約を締結して3両とも購入することとなった。ただ、譲渡日（入線日）については能勢電・阪急双方で多少のずれがあり、能勢電側では38が譲渡日と同じ10月1日、39が11月20日、37が連合軍専用車の指定解除後2週間以内となっているが、阪急側資料では37が9月18日、39が10月、37が1949年2月5日となっている。もっとも、37を除いて譲渡契約以前から入線していることから、譲渡日については書類上だけのものであるといえる。
能勢電入線に際してパンタグラフのトロリーポールへの換装やフェンダーの装着が行われたほか、能勢電では不要となる弱め界磁装置が撤去された。それ以外には大きな改造は施されなかったが、37形と番号が重複することから車番を変更することとなり、37 - 39から70形71 - 73へと改番された。本形式の就役に伴い、車両運用に余裕ができたことから酷使されていた31形の更新修繕を1949年から1950年にかけて実施することができた。
その後1952年には沿線の商店が池田市内で仕入れた鮮魚や野菜を運ぶ荷物電車を運転するために、72が荷物車に改造された。その後はまず残った71と73が能勢電近代化の第1陣として鋼体化改造を実施されることとなり、1953年8月に50形に改造され、50・51となった。荷物車となっていた72も、1954年12月に40形の60形への改造と併せて50形52に改造され、先に入線していた40形より先に本形式が鋼体化されて姿を消すことになった。